# Epidendrum pseudoschumannianum
Epidendrum pseudoschumannianum är en orkidéart som beskrevs av Jack Archie Fowlie. Epidendrum pseudoschumannianum ingår i släktet Epidendrum och familjen orkidéer.
Artens utbredningsområde är Panamá. Inga underarter finns listade i Catalogue of Life.